# Свято-Преображенський монастир (Спас)

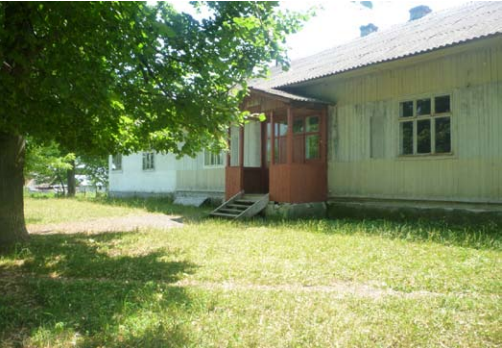
Місце, де колись знаходився монастир у с. Спас

Свято-Преображенський монастир (Спас), Спаський монастир — неіснуючий чоловічий монастир, що існував з, найімовірніше, у другої половини XIII ст. до кінця XVIII ст., деякі будівлі  існували до початку ХІХ ст. В історичній літературі вважається місцем смерті князя Лева Даниловича та пов'язаний з розвитком чернецтва у часи його правління, в контексті якого було зведено також святоюрський монастир у Львові. Впродовж пізнього середньовіччя часто використовувався як осідок Перемиських православних, а згодом унійних єпископів. Під час археологічних розкопок 1978 р., виявлено фундаменти деяких споруд комплексу. З монастирем пов'язана назва нинішнього села Спас, Самбірського району, Львівської області. Один з найдавніших відомих монастирів Галичини та України.

## Розташування

Церква Спаського монастиря на мапі кінця XVIII століття

Монастир розташовувався на лівому березі Дністра, коло потоку Малий Дубень, коло підніжжя Княжої гори, або гори Замчище (Гора князя Лева), де в давньоруську епоху знаходився комплекс оборонних споруд. На мапі фон Міґа, кінця ХVIII століття, видно розташування монастиря над потоком, та кілька будівель, що утворюють прямокутник з двором посередині. Після руйнування будівель монастиря, точне місце його розташування втралилось і було відкрито знову в 1978 році, внслідок археологічних розкопок.

## Історія

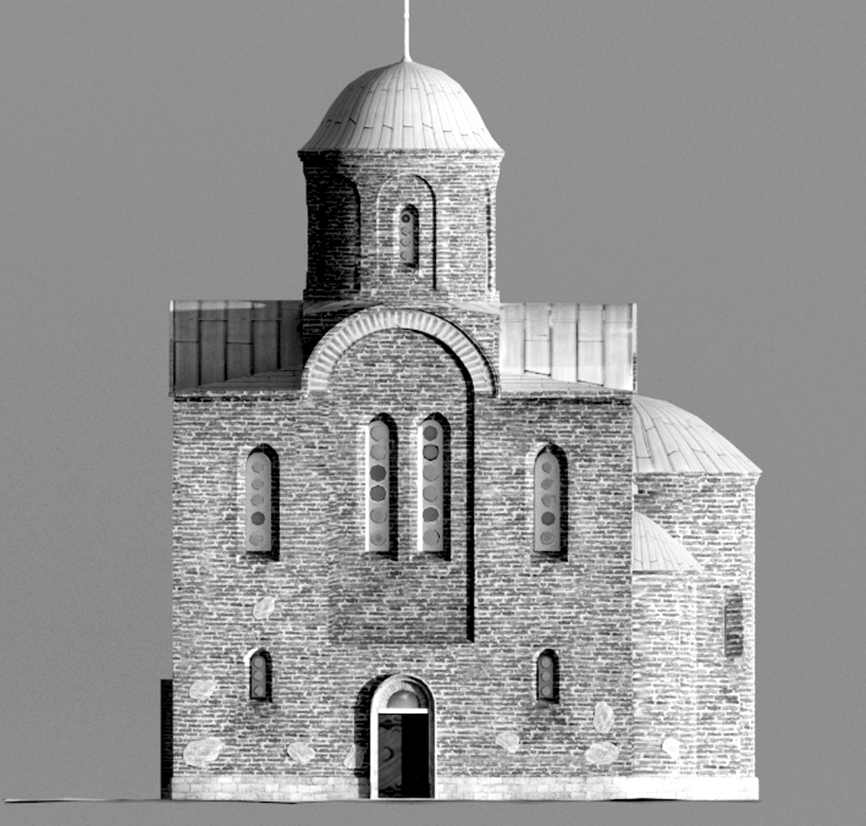
Ймовірний вигляд первинного храму кінця XIII ст. (реконструкція Р. Франківа)

Відомо про існування печери, в якій жили монахи, у с. Спас, де згодом виник відомий Святопреображенський монастир. Свято-Преображенський монастир у Спасі відноситься до найдавніших в Україні.
Науковці припускають, що на території Старосамбірщини монастирі існували вже за часів князя Ярослава Осмомисла. Надзвичайно багато їх було у XIV—XV ст., що, на думку науковця Ігоря Мицька, дає підстави порівнювати цей край з відомим релігійним центром Афоном, гористим півостровом в Греції з численними монастирями.
Вперше монастир згадується у сфальстфікованій грамоті княза Лева датованій січнем 1292 року, в якій сказано, що князь, побудував тут муровану церкву замість старої дерев'яної. Також, у грамоті сказано, що перемишльскому єпископу Іларіону для цього надається 15 осіб з села Волковиї (нині Бусовисько) "аби била послуга с них церкви той святой і єпископу нашему Ларіону". Хоча грамота є пізнішою підробкою, однак, вважається, що її зміст міг відображати реальні події пов'язані з ранньою історією монастиря , що підтвержують також пізніші археологічні розкопки. Згідно давньої традиції, саме тут князь Лев провів свої останні роки та помер в 1301 р. Хоча дослідниця Зоф'я Стшетельська-Ґринберґова (Zofja Strzetelska-Grynbergowa) зазначала, що князь Лев виїхав до монастиря неподалік села Лаврова зі Спасу, де й помер. У своїй праці вона говорить, що кілька кілометрів за пол."Lenina, w ustroniu był monastyr Bazylianów, ktorem Lew świadczyl dobrodziejstwa: tu schronił sie on ostatecznie", що заперечує поширену легенду, за якою князь Лев помер у Спаському монастирі.
Існує версія, що князь Лев Данилович не створив, а лише відновив обитель, яка існувала вже наприкінці XI ст. Професор Михайло Кріль зазначає, що 1071 р., коли польський король Болеслав II Сміливий зайняв місто Перемишль, перемишльський владика вимушено обрав своєю резиденцією монастир св. Спаса поблизу Старого Самбора, де перебував до 1079 р..
З цим монастирем пов'язане існування окремої, незалежної від Перемиської, Самбірської єпархії. У XII ст. самбірський єпископат була самостійним і мав своїх єпископів, які перебували у Спаському монастирі.[джерело?]
У пізніші часи цей монастир служив зимовою резиденцією перемиських православних владик. Спаський і Лаврівський монастирі згадуються також в одному акті 1422 р. польського короля Владислава II Ягайла.
У XVI ст. у Спаському монастирі існувала школа для підготовки священників, тут переписували книги. Документальні відомості про скрипторій існують з 1518 р..
У 1633 р. польський король Владислав IV Ваза надав монастир православному єпископові І. Попелеві разом з Лаврівським та Смільницьким монастирями та їхніми маєтностями.
У підпорядкуванні Преображенського монастиря в Спасі був монастир у селі Страшевичі, про який згадують актові джерельні матеріали XV ст., а також чоловічий монастир у селі Велика Сушиця, що функціонував  в середині XVII ст. і був заснований В. Стебельським та ліквідований наприкінці XVIII ст.
Спаський монастир був скасований цісарським патентом 1786 р., під час йосифінської реформи.

## Опис монастиря
На підставі опису монастиря, який походить з кін. XVIII ст., та археологічних досліджень випливає, що монастир був розташований на мисоподібному підвищенні у межиріччі Дністра та приток і складався з господарського двору та монастирських будівель, був оточений частково дерев'яним парканом, а частково кам'яною стіною за якою знаходились дерев'яні келії з південного боку при огорожі та мурована церква і оборонна вежа. На монастирське подвір'я від заходу провадили двоє воріт — одні дерев'яні, другі муровані.

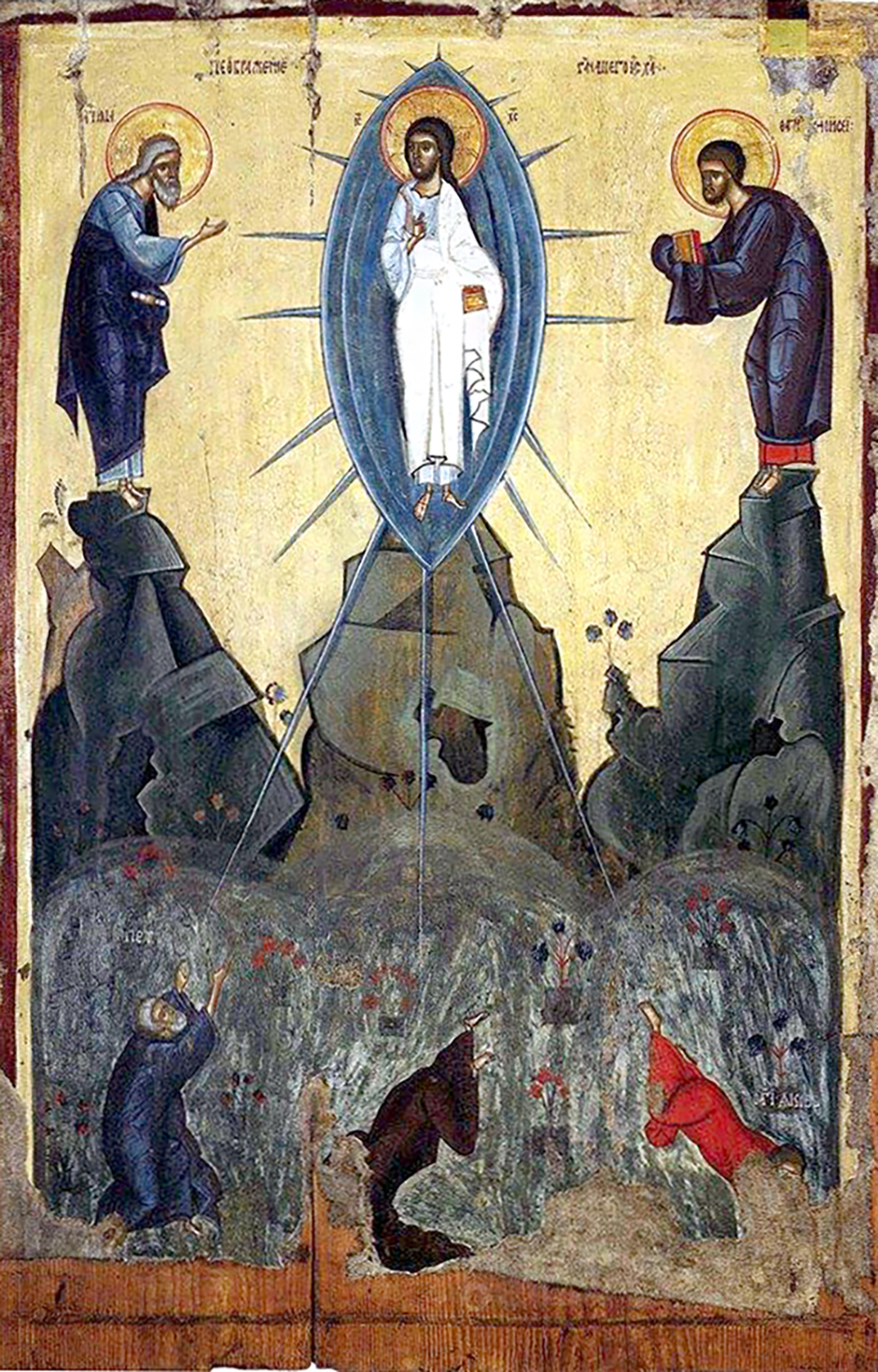
Ікона Преображення із с. Бусовисько, котра, як вважається, була храмовою у Преображенській церкві Спаського монастиря.

## Духовне, культурне та оборонне значення
Спаський та Лаврівський монастирі були одними з найбільш потужніших осередків духовності й культури тогочасної Галичини. Можливо, саме тут у 1289—1291 рр. Євангеліє «кьнязу Львоу Даниловичю» переписав «многрЂшный мнихъ Василько». Відомий також обмін кодексами між даним монастирем та Городиським і Лаврівським у XIII ст. Оскільки систематичної торгівлі книжками в той час не існувало, то монастирі у такий спосіб поповнювали свої збірки.
Зберігся скромний антимінс перемишльського єпископа Михайла Копистенського із Спаського монастиря, який 1603 р. вишила його родичка Катерина Копистинська, що є цінною оригінальною пам'яткою українського шиття, зберігається в Національному музеї у Львові.
Також монастир Преображення в Спасі мав серйозний оборонний характер, особливо його оборонна вежа, що була яскравою представництвом сторінки оборонного будівництва, започаткованої князем Романом Мстиславичем на зламі XII—XIII ст.

## Церква

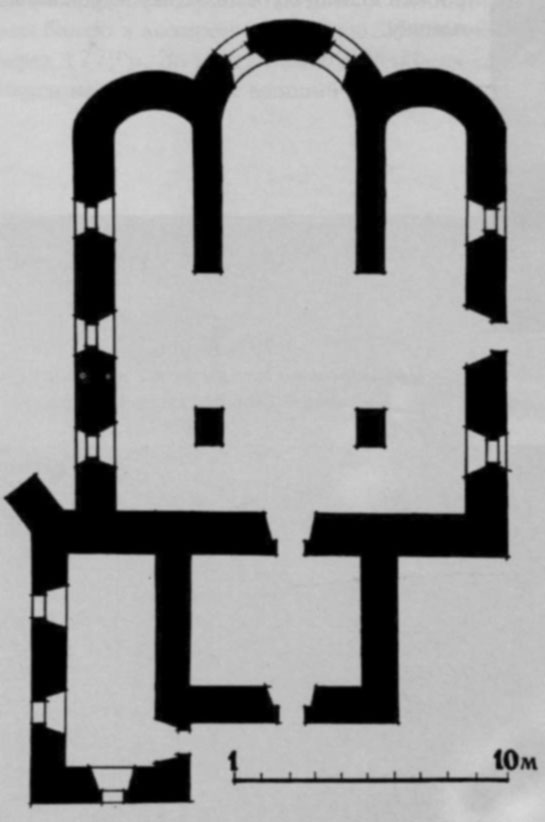
План церкви Преображення Господнього в с. Спас, виконаний Рітнером у 1815 р.

Мурована церква Преображення Господнього (Спаса) датується 1295 р.
Згідно фальсифікованої грамоти князя Лева, виданої у Львові 12 січня 1292 p., вона побудована на місці старої дерев'яної. Збережений опис цієї церкви з середини XVIII ст. підтверджує час її постання на кінець XIII ст.
Спаська церква мала статус кафедральної. Із збереженого плану церкви, обміряного архітектором Рітнером, видно, що храм був збудований з цегли, тринавовий, триапсидний, хрестовокупольний храм — характерний для давньоруського будівництва. Опис говорить, що він мав відкрите цегляне мурування і був «високо рівним стовпом піднятий» та завершувався однією банею. За своїм об'ємно-просторовим вирішенням церква Спаса була близькою до групи українських храмів Придніпров'я XII—XIII ст., які мають стовповидну композицію. Церква мала фресковий стінопис 1547 р.
Спасопреображенська церква Спаського монастиря, яка, судячи із вцілілого схематичного плану та короткого візитацінного опису XVIII ст., продовжувала традицію вертикально розвинутих храмів з перелому XII–XIII ст.
До храму вело двоє дверей — західні та південні. З заходу розташовувався притвор, до якого з півночі примикала прямокутна каплиця, яка мала окремий вхід з півдя. Стіни храму були прикрашені фресками, в стилі наближені до ікон XVI ст., з рисами пастозного корпусного письма та палеографії. Окремі ікони були розпродані в навколишні села, вівтар Богородиці потрапив до с. Бусовиська, а іконостас до Тершова, біля Спаса. Інше церковне майно було передане Лаврівському монастирю.
Монастирська церква стояла ще до 1816 р. У цьому році її почали розбирати. Перед тим інженер Рітнер виготовив план церкви. Поруч з церквою зі східної сторони стояла мурована чотиригранна вежа, рештки якої були розкриті археологами у 1978 р. під час архітектурно-археологічної експедиції під керівництвом М. Малєвської-Малєвіч.
На початку 1990-xpp. в селі на церкву переробили невеличку католицьку муровану капличку.